# インターネットアート
インターネットアート（英: Internet art）は、インターネットを主要な媒体とする芸術および文化的創作活動である。ネットアート（Net art）とも呼ばれる。インターネットを主な媒体として活動する芸術家をネットアーティストと呼ぶ。テーマは何でもよいが、インターネットをテーマとする作品が多い。
ビデオアートと呼ばれるものは、ビデオを媒体とした芸術活動だったが、やはり「ビデオ」に関する内容が多かった。ネットアーティストはビデオをソフトウェアアートやコードに関するメタな芸術体系の構成要素の1つと考えている。すなわち、インターネットアートの媒体はハイパーテキスト・マークアップのコードの集積と考えられる。
インターネットアートのプロジェクトとは、ネットの利用が視聴/表現/参加の必要十分条件であるようなアートのプロジェクトである。インターネットアートはインターネットの純粋に技術的な構造からはみ出して行われることもあり、その場合アーティストはインターネット上の特定の社会的あるいは文化的伝統を利用する。インターネットアートは（常にではないが）しばしば対話的で参加型であり、広い意味でのマルチメディアに基づいている。
—Steve Dietz による定義（ミネアポリスのウォーカー・アート・センターの元キュレーター）

## 形態
インターネットアートの具体的形態としては、芸術的なWebサイト、電子メールアート、芸術的インターネットソフトウェア、インターネットベースのインストレーション、オンラインビデオ/オーディオ/ラジオ、ネットワーク上のパフォーマンス、オフラインのパフォーマンスなどがある。芸術運動としてのインターネットアートはメディアアートの一部である。インターネットのサブジャンルとして、ソフトウェアアート、ジェネレーティブアート、ブラウザアート、ウェブアート、スパムアートなどがある。
「インターネットアート」や「ネットアート」以外にも「インターネットベース・アート」「net.art」、「Webアート」などとも呼ばれる。今のところ、どれが支配的と言える段階ではない。net.art という用語は1994年から1999年にかけて活動していた特定のアーティストグループを指すこともあり、その中には Vuk Ćosić、Jodi、Alexei Shulgin、Fred Forest、Olia Lialina、Valéry Grancher、Heath Bunting らが含まれる。もちろん、当時から他のアーティストが大勢活動していた（Jim Andrews、Ted Warnell、Mark Amerika、Jaromil、Superbad (Ben Benjamin)、etoy / the etoy. CORPORATION、Snarg、mez、Zuper (Michael Samyn)、G. H. Hovagimyan、Agricola de Cologne、incident.net、Frederic Madre、Eryk Salvaggio、Annie Abrahams、Marc Garrett、Ruth Catlow (Furtherfield.org)、Antiorp など）。

## 歴史と状況
インターネットアートは様々な芸術活動や芸術運動にルーツがある。一部のインターネットアートは特にコンセプチュアル・アート、フルクサス、ポップアート、パフォーマンスアートと関係している。インターネットアートはまた歴史的に、通常の博物館や美術館とは無縁の、ヨーロッパ/日本/アメリカ合衆国の研究機関などで行われてきた技術中心の電子的アートの学際的領域と関連している。そのような例として、リンツのアルス・エレクトロニカ、サンパウロのFILE Electronic Language International Festival、LA Freewavesによる new media film festival、Kunstradio による初期のネットワークラジオ実験、パリの IRCAM（電子音楽研究センター）などがある。コンピュータとインターネットが一般化することで、安価に利用可能な技術が増え、それを利用するアーティストも増えていった。
1995年から1998年にかけて、インターネットアートは、Benjamin Weil による Adaweb（米国東海岸のアーティストらによる共同運営サイト。現在はあちこちリンクが切れている）や Simon Lamuniere による documentaX により、広く一般に認知されるようになった。ただし、これにはインターネット・バブルも大いに関係している。その後、1999年の Berkeley Art Museum Pacific Film Archive（Valéry Grancher、Ken Goldberg）、2000年の La Maison Européenne de la Photographie MEP（Valéry Grancher）などがあった。芸術家の一部はインターネットアートを他の現代芸術の形態と結びつけた。しかしながら、コンピュータネットワーク関連のアートの歴史はこれよりも古く、1980年代初期から1960年代後期まで遡ることができる。現在では、インターネット関連の芸術作品は単なる技術中心のアートよりも広がりを見せており、通常ネットワークで活動しているアーティストは一般の現代芸術や実空間と仮想空間の橋渡しという文脈で語られることを好む。例えば、以下のようなアーティストがいる。
- Valéry Grancher（フランス）
- G. H. Hovagimyan（アメリカ合衆国）
- Knowbotic Research（ドイツとスイスのグループ）
- Igor Stromajer（スロベニア）
- Joseph Nechvatal（アメリカ）
- Philip Pocock（カナダ）
- Agricola de Cologne（ドイツ）
- エキソニモ（日本）